# Rafael Lledó García
Rafael Lledó García (Cocentaina, 16 maart 1947) is een Spaans componist, dirigent, klarinettist en saxofonist.

## Levensloop
Lledó García kreeg op 8-jarige leeftijd solfègeles in de muziekschool van de Unión Musical Contestana. Spoedig leert hij ook de klarinet te bespelen en werd in 1956 klarinettist in de Banda Unión Musical Contestana en bleef in deze functie tot 1965. In 1974 kwam hij op verzoek van zijn vriend en medemuzikant Ernesto Palací Garrido opnieuw terug in de banda, maar nu als altsaxofonist. Hij studeerde muziektheorie, harmonie en compositie bij José Pérez Vilaplana en klarinet bij zijn oom Mario Garcia Pla.  
Lledó García was van 1995 tot 2005 dirigent van de Agrupación Musical "El Delirio" de Gorga en van het jeugdharmonieorkest van de Unión Musical Contestana. 
Hij schreef werken voor banda vooral voor de evenementen van verenigingen van de moren en christenen. Hij is lid van de Sociedad de Autores Musicales de España. 

## Composities

### Werken voor banda (harmonieorkest)

#### Paso dobles
- 1985 Joano Bartolo
- 1988 El Santo
- 1989 Papainon
- Agres
- Alcoy Taurino
- Candela
- Cor i Poble
- Daniel Borrell
- Del Moreno a Franchi
- El Amparo
- El Bossaoret
- El Ditxaratxero
- El Futballiste
- ¿El Intelectual?
- El Pirata
- Elimas
- Festera Major Contestana
- Fidel Cominches
- Gala Contestana
- Jasp
- La Passera
- La Sagrada Familia
- Lola la Pasera
- Miguel Jordá
- Moisés
- Moltó "Pupe"
- Mon Barri
- Nostre Col. Legi
- Paco el Zorro
- Pardalet i Chamari
- Pepito Cojonudo
- Pere Meló
- Pólit
- Primarxull
- Rafael y Rafael Jordi
- Ruyma
- Santiago Moltó
- Saul-Iñaqui
- Saulet
- Xavicu

#### Marcha Mora
- 2007 "Casagran" capità
- Abanderát 2000
- Albaladejo
- Als Mudéjars Contestans
- Als Saquets
- ¿Bailen 22?
- Bequeteros 91
- Capità i Jubilat[2]
- Caraita
- Gormaig
- Madina Contestana
- Mila Ferrer
- Moros en la Costa
- Ressó Contestá
- Saquet
- Valeriano

#### Marcha Christiana
- Maseros del Comtat
- Peamol
- Terres de Conquesta

#### Andere werken voor banda (harmonieorkest)
- Jasoan, Fanfarria
- Laura Lledó, ballet
- Ma-San, Fanfarria
- Marcos Abanderát Christiá, Fanfarria
- Pit-Tuka, ballet